# Savtang
Savtang (Fucus serratus) er en brunalge der forekommer i Nordatlanten, Nordsøen og den vestligste del af Østersøen.
Savtang er en ganske kraftig, olivengrøn alge. Thallus vokser op fra en skiveformet fod, og kan blive op til 2m langt. Løvet er fladt med en karakteristisk midterribbe og tydelig savtakket rand, ca. 2 cm bredt og uden flydeblærer, vokser fra en kort stilk med talrige forgreninger. Særbo.[kilde mangler]

## Økologi
Savtang findes i den dybe del af tidevandszonen eller på op til 10 m dybde under konstant vanddække, og tåler udtørring dårligt, og kan dække op mod en tredjedel af området.

## Anvendelse
Savtang bruges i kosmetikindustrien, og har også kulinariske anvendelser.